# Maaret Elnaasan
Maaret Elnaasan (tiếng Ả Rập: معارة النعسان) là một ngôi làng Syria nằm ở Taftanaz Nahiyah ở huyện Idlib, Idlib. Theo Cục Thống kê Trung ương Syria (CBS), Maaret Elnaasan có dân số 8375 trong cuộc điều tra dân số năm 2004.